# Ectocarpales
Az Ectocarpales a barnamoszatok (Phaeophyceae) osztályának nagy rendje ál- (Splachnidiaceae) és valódi parenchimás (Scytosiphonaceae) szövettel rendelkező tagokkal. Az álparenchimás szövetben a sejtek közel vannak egymáshoz, így parenchimásnak tűnnek a szövetek, melyek 3 dimenzióban is osztódhatnak. A fonalas algák egy sík mentén osztódnak, és csak nyúlással jönnek létre egy vagy több sejtsorból álló fonalak. A két sík mentén osztódó algák lemezes hajtásokat vagy testeket alkotnak. Egy harmadik sík mentén való osztódás lehetővé tesz összetettebb álló hajtásból és az azt a szubsztráthoz rögzítő gyökérből álló testeket.

## Morfológia

### Sejt
Perifériához rögzített plasztiszaik vörösmoszatokból származhatnak, és pirenoidokkal rendelkeznek.

### Szervezet
2 dimenzióban osztódó sejtekből álló ál- és 3 dimenzióban osztódó sejtekből álló valódi parenchimás szövettel rendelkező tagjai is vannak. Előbbire példa a Splachnidiaceae, utóbbira a Scytosiphonaceae.
A Scytosiphon lomentaria redukált sporofiton és összetett morfológiájú gametofiton generációval rendelkezik (heteromorfizmus), míg az Ectocarpus-fajok sporo- és gametofitonjai hasonló komplexitásúak.

## Életciklus
Legtöbb fajukat izogámnak tekintették, vagyis úgy tűnt, hogy a hím és női ivarsejt morfológiailag hasonló, azonban néhány faj kissé anizogám – az Ectocarpus spp. női ivarsejtje kissé nagyobb, a Scytosiphon közelítőleg izogám. Nem ismert oogám faja. Az utód plasztisz-DNS-e (ptDNS) mindkét szülőtől öröklődik. Mitokondriumai általában anyai ágon öröklődnek, de ismertek az Ectocarpus egyes fajaiban ettől eltérő minták, például apai vagy véletlenszerű öröklődés. A kétszülős plasztiszöröklődés összefügghet az izogámiával. Általában egyéves vagy efemer algák.
Haplodiplonta életciklusuk van nemzedékváltakozással.

## Kórokozók
A phaeovírusok jobbára az Ectocarpalest fertőző DNS-vírusok, de vannak Laminariales-fertőző fajok is. A fertőzésmechanizmus hasonló: a sejtmagot célozzák végső degenerációt okozva, ahogy a citoplazmában hosszú csövek halmozódnak fel, majd vírusrészecskék fejlődnek ki. A kloroplasztiszok leválnak a sejtperifériáról, elvesztik belső szerkezetüket és pigmentációjukat. Az Ectocarpales-vírusok gameto- és sporofitonokban egyaránt szaporodhatnak, míg a Laminariales-vírusok csak gametofitonokban.

## Taxonómia
Egy 2014-es taxonómia az alábbi családokat ismeri el:
- Acinetosporaceae Hamel ex J Feldmann
- Adenocystaceae F Rousseau, B. de Reviers, M.-C. Leclerc, A. Asensi és R. Delépine
- Chordariaceae Greville
- Ectocarpaceae C Agardh
- Petrospongiaceae Racault et al.
- Scytosiphonaceae Farlow

## Filogenetika
Egy 2010-es molekulárisóra-alapú vizsgálat szerint az Ectocarpales élő fajai 70 millió évvel ezelőtt váltak le a többi barnamoszattól, míg a Fucales 65 millió évvel ezelőtt alakult ki, de ptDNS-ük sokkal állandóbb. Ezt okozhatja a Fucales magasabb állandósága vagy az Ectocarpales magasabb változékonysága.
Choi et al. 2024-es tanulmánya szerint a Laminariales testvérrendje.

## Genomika
A gametofiton által jobban expresszált gének gyorsabban fejlődnek a sporofiton által jobban expresszáltaknál és a két generáció által egyformán expresszáltaknál, összesített expressziójuk alacsonyabb, így az evolúciós sebességekkel negatív korrelációt mutathat az expresszió mértéke. Ezenkívül kevésbé kapcsolódhatnak összetett génkölcsönhatási hálózatokhoz, így eldobhatóbbak lehetnek.

### Plasztisz-DNS
Fehérje- és tRNS-kódoló génjeik száma a plasztiszban igen változó (139–143, illetve 27–32), a fehérjekódoló gének száma a többi barnamoszaténál több. A kis fehérje B-vel (smpB), a Tu elongációs faktorral és az S1 riboszomális fehérjével komplexet alkotó tmRNS megtalálható fajaiban. ptDNS-ük 133 508–139 954 bp hosszú, ebből a nem kódoló szekvencia hossza 34 104–39 737 bp. Ez alapján lehetséges, hogy a barnamoszat-koronacsoport többi taxonjának állandósult ptDNS-mérete van, és az Ectocarpales kevesebb nem kódoló DNS-t vesztett.
2020-ig az Ectocarpaceae család volt az Ectocarpales egyetlen elérhető plasztiszgenomú családja a Biotechnológiai Információk Nemzeti Központja (NCBI) genomadatbázisában összesen 2 faj genomjával. Choi et al. további 5 faj plasztiszgenomját töltötte fel, ezek egy része nem az Ectocarpaceae családból származott.
A gyakori ptDNS-átrendeződés összefügghet a kétszülős plasztiszöröklődéssel és az izogámiával.
A Setoutiphycus delamareoideshez hasonló hajtásszerkezetű nemzetségek, például a Litosiphon rbcL-génjei jelentősen különböznek, ezért sorolták Kawai et al. új nemzetségbe. E hasonlóság oka lehet az Ectocarpalesben történt konvergens evolúció vagy pleziomorf jelleg megmaradása. Az E. siliculosus leucil-tRNS-génjében hiányzik egy intron a Fucus vesiculosus és más sárgásmoszatok plasztiszához képest, így feltehetően az Ectocarpalesben szűntek meg.

### Mitokondriális DNS
Az izogám Ectocarpales-fajokban a mitokondriumok általában anyai öröklődést mutatnak, de előfordulhatnak apai vagy véletlenszerű anyai-apai öröklődések is.
A S. lomentaria mitokondriális genomját 2018-ban szekvenálták. 39 971 bp hosszú, 35 fehérje-, 3 rRNS-, 24 tRNS-génből és 5 ismeretlen funkciójú nyitott leolvasási keretből áll. GC-tartalma 32%.
A Pylaiella spp. mitokondriális genomjaiban II-es csoportbeli intronok vannak T7-szerű nyitott leolvasási keretekkel. A Hedophyllum nigripes mitokondriális genomja például közel 40%-kal nagyobb közeli rokonaiénál ezen intronok miatt. Ennek feltehetően horizontális géntranszfer az oka, mivel e mitokondriális intronok nagy száma ellentmond a vertikális géntranszfernek, ezt okozhatja epifitizmus, szimbiózis vagy parazitizmus.

### Ivari kromoszómák
A haploid egyedek ivarát UV rendszer határozza meg, ahol az U kromoszóma a nőivarú, míg a V a hím ivarú példányokra jellemző. A Laminariales és az Ectocarpales közös őse U- és V-ivarmeghatározórégiója legalább 26 génből állt, ebből 12 gametológpár, 2 csak a hím ivarra korlátozódott.